# スヨン (少女時代)
チェ・スヨン（朝: 최 수영、英: Choi Soo Young、漢字: 崔 秀榮）、1990年2月10日 - ）は、韓国の女優であり、アイドルグループ・少女時代のメンバー。身長172cm、血液型O型。本貫は全州崔氏。

## 来歴

### 生い立ち
1990年2月10日、ソウル特別市清潭洞で生まれる。
小学校5年生の時、服を買いに行ったデパートでSMエンタテインメントの社員にスカウトされ、オーディションを経て練習生となる。

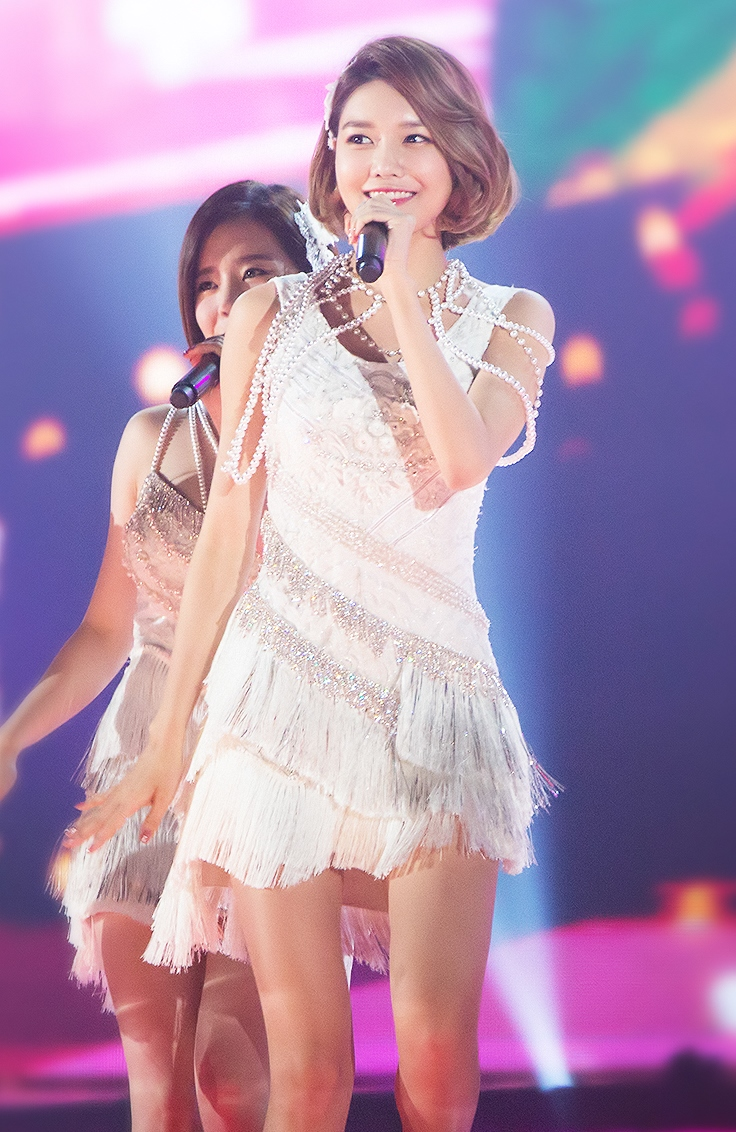
KBS Gayo Daechukje 2015

### route0として
2001年、テレビ東京系の番組『ASAYAN』内の企画「日韓ウルトラアイドルデュオオーディション」に参加。日本人応募者8,698人、韓国人応募者7,194人の中から勝ち残り、2002年から2003年まで河村隆一のプロデュースでアイドルデュオ「route0（ルート・ヨン）」として日本で活動した。

### 練習生時代
route0としての活動終了後、韓国に戻り再び練習生生活を始めた。アイドルとしてデビューするには年齢的に少し遅いと考え、女優活動に向けて演技の準備やオーディションを受けていた。その後、大人数のガールズグループを作る話が持ち上がり、日本での活動経験が評価されてデビュー組に選ばれたと後に語っている。
2005年から2006年にかけて、Mnet『Hello Chat』でMCを務める。

### 少女時代として
2007年8月、「少女時代」のメンバーとしてデビュー。グループではリードダンサーとサブボーカルを担当している。
2011年10月19日リリースの3rdアルバム『The Boys』に収録された「春の日（How Great Is Your Love）」で作詞デビューを果たした。
2013年1月1日リリースの4thアルバム『I Got a Boy』に収録された「Baby Maybe」の作詞にユリ、ソヒョンと共に参加。
2016年8月5日、SMエンタテインメントのデジタル音源公開チャンネル「STATION」を通じて公開された「Sailing (0805)」の作詞を担当。この楽曲は少女時代のデビュー日に合わせてリリースされたファンソングである。
2022年8月10日リリースの7thアルバム『FOREVER 1』では、2曲の作詞を担当。「Seventeen」はティファニーと共に作詞を手がけ、「Villain」ではティファニーが作曲、スヨンが作詞を担当した。

### ソロ活動
2007年、KBSのドラマ『止められない結婚』に出演し、女優デビューを果たした。
2009年2月、貞信女子高等学校を卒業。日本での活動のために1年休学したことで、一つ下の学年であるユナと同じ年の卒業となった。翌3月、中央大学校の演劇映画学部に入学。国内外の活動のために休学し、2013年に復学。2016年2月15日に卒業。
2009年5月から、キム・ジェドン、オ・サンジンとともにMBCのクイズ番組『幻想の相棒』のMCを務める。
2011年8月、交通事故で骨盤中央の仙骨を骨折し、1週間ほど入院した。
2012年6月から、SBS『テレビ芸能』のMCを務める。
2012年9月から11月にかけて、tvNのドラマ『第3病院 〜恋のカルテ〜』にウィジン役で出演。
2013年5月から、tvNのドラマ『恋愛操作団: シラノ』に出演。
2014年、MBCドラマ『私の人生の春の日』で主演を務め、MBC演技大賞で優秀演技賞を受賞。翌2015年には、第8回コリアドラマアワードで優秀演技賞を受賞。また、同ドラマのOST「風花」にも参加した。
2015年2月12日、高級ブランドCOACHの2015 Fallコレクションに韓国代表として参加する。
2016年、OCNのドラマ『元カレは天才詐欺師 〜38師機動隊〜』に、ソ・イングク、マ・ドンソクらとともに出演。
2017年10月、SMエンタテインメントとの契約を満了し、再契約を行わないことを発表した。翌11月には、エコ・グローバルグループへの所属が報じられた。
2019年2月、吉本ばななの小説が原作の日韓合作映画『デッドエンドの思い出』で映画初主演を務め、2019 JIMFF AWARDSにて今年の発見賞を受賞。
2019年5月、サラムエンターテインメントに事務所移籍した事が報じられる。
2022年、MBCドラマ『ファンレターを送ってください』で主演を務め、MBC演技大賞で優秀演技賞を受賞。
2023年、HYBE LABELS主催のオーディション番組「R U Next?」で単独MCを務めた。
2024年10月、日本ソロデビューシングル『Unstoppable』をリリース。アルバム全体のプロデュースを手掛け、作詞にも参加した。日本ではroute0、少女時代に続く3度目のデビューとなる。

## 人物
趣味・特技は、映画鑑賞、音楽鑑賞、日本語、ダンス、演技。
少女時代としてデビューした当時のキャッチフレーズは「食べる事が大好きな明朗姫です」。1人で焼肉店に行き数人前をペロリと食べるほどの大食いで、メンバーから「食神」と呼ばれている。
少女時代メンバーの中で最も背が高く、「少女時代の身長担当のスヨンです」と自己紹介することもある。
口達者・芸達者で、韓国のバラエティ番組ではよくジョークやメンバーのモノマネを披露している。
12歳の時に日本でデビューした際に日本語を習得しており、通訳を介さず流暢に話すことができる。また、日本語について「あまりにも幼い時に習った言語だからか、時間が過ぎても憶えられるセカンドランゲージになったようだ」と語っている。
クリスチャンであることを公言しており、毎日寝る前にはお祈りをかかさないという。好きな言葉は「What Would Jesus Do...? (イエス様だったらどうするだろう？) 」。舞台で曲を披露する前には、舞台裏で舞台が成功するようにお祈りをしている。
父親は視力を失う難病である網膜色素変性症を患い、視覚障害の研究および支援を行う団体「失明退治運動本部」の会長を務めており、スヨン自身も2012年から広報大使として活動している。「Beaming Effect」は、網膜色素変性症の認知向上と治療法研究の支援を目的としたブランドで、スヨンは製品のデザインやモデルを担当している。
姉はミュージカル女優のチェ・スジン。
俳優のチョン・ギョンホとの交際を2014年に公表した。

## エピソード
- 外国人からのインタビューの際、好きなタイプの男性の話題となり、「肌が自分より白い人よりも黒目の人が好き」を表現しようと「I like a black man(Will Smith)」と片言の英語で返答したことがスヨンが話した最初の英単語として有名になった[49]。
- ある番組で京畿道・広州市にあるスヨンの実家が公開されたが、広い庭やプールの付いた大邸宅だったためスヨンの家は金持ちだと話題となった。スヨンはこの噂について「父でなく祖父が金持ちだ。番組の撮影のときは2軒を移って回ったが、編集のせいで広い邸宅のように見えた」と説明した[50]。
- route0として日本で活動していた時には1人で日韓の間を移動することが多く、小学生が1人で何度も渡航している事を怪しまれて空港で取り調べを受けたこともある。当時は移動のために地下鉄を利用しており、少女時代として日本でデビューした後に「空港に専用車が迎えてくれることは当たり前のことでなく、感謝している」と語った。2011年の『京郷新聞』に掲載されたインタビューでは、「当時、日本で有名な音楽番組『ミュージックステーション』に出演したくて事務所にお願いしたことがあったが、相手にされませんでした。それが、ついにその番組にも出演できたんです。本当に夢みたいでした。初めて出演したとき、他のメンバーはいつもと変わらない様子でしたけれども、私は陰でこっそりうれし泣きしたんですよ」と語った[51]。
- 『ASAYAN』の司会だったナインティナインとは、2011年6月に国立代々木競技場第一体育館で開催された少女時代のライブで再会した。ニッポン放送『ナインティナインのオールナイトニッポン』（2011年6月30日深夜）によると、スヨンはステージ上から岡村隆史へ近づき、「お久しぶりです」と挨拶をしたという。ナイナイの2人は「ちっちゃかったのにねえ」とASAYAN当時を懐かしみ、岡村は「あんなに近かったのに、今は遠い」と語った。
- 2011年2月10日のSBS『一夜のTV演芸』にて、「化粧品のCMで美しいふりをするのはぎこちなくないか」との質問に、スヨンは「そうでもない。少女時代のメンバーに会う前までは、自分が一番美しいと思って生きてきた」「でもメンバーに会った後は、私は美しくないと考えるようになった。」と答えて笑いを誘った[52]。
- スヨンの顔つきから、ベトナム系だという噂が流れたことがあるが、本人は否定している[53]。

## ディスコグラフィ

### 韓国

#### デジタルシングル
| 年   | タイトル                          | 出典   |
| ---- | --------------------------------- | ------ |
| 2018 | Winter Breath                     | [ 54 ] |
| 2020 | Be Yourself（feat. Hong Hyunhee） |        |

#### OST
| 年   | タイトル                     | 備考                               | 出典   |
| ---- | ---------------------------- | ---------------------------------- | ------ |
| 2002 | I am（原曲：hitomi『I am』） | 日本アニメ『犬夜叉』韓国版OST      | [ 55 ] |
| 2008 | 必ず!（with ユリ）           | SBS『ワーキング・ママ』OST         | [ 56 ] |
| 2014 | 風花                         | MBC『私の人生の春の日』OST         | [ 57 ] |
| 2022 | 私の星へ                     | KBS 2TV『あなたの願いを言えば』OST | [ 58 ] |

#### フィーチャリング参加
| 年   | 曲                         | 収録アルバム                 | アーティスト                        |
| ---- | -------------------------- | ---------------------------- | ----------------------------------- |
| 2009 | 君だけを感じて             | The Blue, The First Memories | The Blue feat. ティファニー、スヨン |
| 2018 | Let's Get Away（Acoustic） | The Light                    | James Lee feat. スヨン              |

#### 作詞
| 年   | 曲                               | 収録アルバム       | 共同作業者     |
| ---- | -------------------------------- | ------------------ | -------------- |
| 2011 | 春の日（How Great Is Your Love） | The Boys           |                |
| 2013 | Baby Maybe                       | I Got a Boy        | ユリ、ソヒョン |
| 2016 | What Do I Do                     | I Just Wanna Dance |                |
| 2016 | Sailing (0805)                   |                    |                |
| 2022 | Seventeen                        | FOREVER 1          | ティファニー   |
| 2022 | Villain                          | FOREVER 1          |                |

### 日本

#### シングル
| 発売日         | タイトル    | 収録曲                                                             | 出典   |
| -------------- | ----------- | ------------------------------------------------------------------ | ------ |
| 2024年10月30日 | Unstoppable | 1. Unstoppable 2. C.A.L.M 3. この世界に映っているのは誰 4. Call me | [ 59 ] |

## イベント

### 単独ファンミーティング
| 開催日         | タイトル                                  | 都市     | 会場                           | 出典   |
| -------------- | ----------------------------------------- | -------- | ------------------------------ | ------ |
| 2018年2月10日  | スヨン写真館                              | ソウル   | 聖水アートホール               | [ 60 ] |
| 2018年6月2日   | CHOI SOO YOUNG 1st FAN MEETING IN BANGKOK | バンコク | CENTRAL PLAZA CHAENGWATTANA    | [ 61 ] |
| 2021年11月13日 | 2021 SOOYOUNG FANMEETING MY FAVORITE      | ソウル   | 芸林堂アートホール、オンライン | [ 62 ] |
| 2023年9月9日   | SOOYOUNG ASIA FANMEETING TOUR <MY MUSE>   | ソウル   | BLUESQUARE MASTERCARD HALL     | [ 63 ] |
| 2023年9月20日  | SOOYOUNG ASIA FANMEETING TOUR <MY MUSE>   | 横浜     | 横浜ランドマークホール         | [ 63 ] |
| 2023年9月23日  | SOOYOUNG ASIA FANMEETING TOUR <MY MUSE>   | 大阪     | GORILLA HALL OSAKA             | [ 63 ] |
| 2023年10月1日  | SOOYOUNG ASIA FANMEETING TOUR <MY MUSE>   | バンコク | KBANK SIAM PIC-GANESHA THEATRE | [ 63 ] |
| 2023年10月15日 | SOOYOUNG ASIA FANMEETING TOUR <MY MUSE>   | 台北     | TICC                           | [ 63 ] |

### ショーケース
| 開催日         | タイトル                                     | 都市 | 会場                 | 出典   |
| -------------- | -------------------------------------------- | ---- | -------------------- | ------ |
| 2024年10月26日 | SooYoung Solo Debut Showcase ～Unstoppable～ | 東京 | 恵比寿ガーデンホール | [ 64 ] |

### 展示会
| 開催日              | タイトル                                                 | 都市   | 会場                                                | 出典   |
| ------------------- | -------------------------------------------------------- | ------ | --------------------------------------------------- | ------ |
| 2018年12月29日,30日 | Made in #チェ・スヨン＜この星が輝く＞                    | ソウル | ソウルの森アンダースタンドアベニュー アートスタンド | [ 65 ] |
| 2019年4月14日       | Made in #チェ・スヨン＜この星が輝く＞Exhibition in JAPAN | 東京   | チームスマイル・豊洲PIT【中止】                     | [ 66 ] |

## 出演

### ドラマ
| 年度 | 放送局   | タイトル                                  | 役名              | 備考     | 出典          |
| ---- | -------- | ----------------------------------------- | ----------------- | -------- | ------------- |
| 2007 | KBS 2TV  | 止められない結婚                          | チェ・スヨン 役   |          |               |
| 2011 | SBS      | パラダイス牧場                            | 秘書 役           | 特別出演 |               |
| 2012 | SBS      | 紳士の品格                                | 本人 役           | 特別出演 | [ 67 ] [ 68 ] |
| 2012 | tvN      | 第3病院 〜恋のカルテ〜                    | イ・ウィジン 役   |          | [ 69 ]        |
| 2013 | tvN      | 恋愛操作団: シラノ                        | コン・ミニョン 役 |          | [ 70 ]        |
| 2014 | MBC      | 私の人生の春の日                          | イ・ボミ 役       |          | [ 71 ]        |
| 2016 | KBS 2TV  | パーフェクトセンス                        | アヨン 役         |          | [ 72 ]        |
| 2016 | OCN      | 元カレは天才詐欺師 〜38師機動隊〜         | チョン・ソンヒ 役 |          | [ 73 ] [ 74 ] |
| 2017 | JTBC/WEB | 恋のパスワード                            | イ・アン 役       |          | [ 75 ]        |
| 2017 | MBC      | 今日、妻やめます 〜偽りの家族〜           | イ・ルリ 役       |          | [ 76 ]        |
| 2020 | OCN      | ザ・プロファイラー〜見た通りに話せ〜      | チャ・スヨン 役   |          | [ 77 ] [ 78 ] |
| 2020 | JTBC     | それでも僕らは走り続ける                  | ソ・ダナ 役       |          | [ 79 ] [ 80 ] |
| 2021 | NAVER    | だから俺はアンチと結婚した                | イ・グニョン 役   |          | [ 81 ] [ 82 ] |
| 2021 | Netflix  | ムーブ・トゥ・ヘブン: 私は遺品整理士です  | ソン・ユリム 役   |          | [ 83 ]        |
| 2022 | KBS 2TV  | あなたの願いを言えば                      | ソ・ヨンジュ 役   |          | [ 84 ]        |
| 2022 | MBC      | ファンレターを送ってください              | ハン・ガンヒ 役   |          | [ 85 ]        |
| 2023 | ENA      | ラブ・パッセンジャー ～私たちの恋愛事情～ | キム・ジンヒ 役   |          | [ 86 ]        |
| 2025 | tvN      | 禁酒をお願い                              | ハン・グムジュ 役 |          | [ 87 ]        |

### 映画
| 年度 | タイトル                          | 役名                | 備考     | 出典          |
| ---- | --------------------------------- | ------------------- | -------- | ------------- |
| 2008 | 純情漫画                          | チョン・ダジョン 役 |          |               |
| 2019 | デッドエンドの思い出              | ユミ 役             |          | [ 88 ]        |
| 2019 | ガール・コップス                  | ヤン・ジョンミ 役   |          | [ 89 ] [ 90 ] |
| 2019 | 全く同じである彼女                | 成人したナ姫 役     | 特別出演 | [ 91 ]        |
| 2021 | ニューイヤー・ブルース            | オウォル 役         |          | [ 92 ] [ 93 ] |
| 2024 | DEADMAN 消された男                | ヒップスター 役     |          | [ 94 ]        |
| 2025 | バレリーナ:The World of John Wick | カトラ・パク 役     |          | [ 95 ]        |

### 演劇
- ワイフ（2023年 - 2024年） - デイジー・クレア 役[96]

### バラエティ
- ハッピートゥゲザー3（2011年、KBS）[97]
- チャレンジ1000曲（2013年、SBS）[98]
- ヒーリングキャンプ～楽しいじゃないか～（2014年、SBS）[99]
- 1対100（2014年、KBS 2TV）[100]
- 今日何食べる？（2015年、O’live）[101]
- キム・ジェドンのTALK TO YOU（2015年、JTBC）[102]
- スーパーマンが帰って来た（2015年、KBS 2TV）[103]
- ゴールデンタンバリン（2016年、Mnet）[104]
- 一食ください（2017年、JTBC）[105]
- ＃人生メニュー、いただきます（2017年、JTBC）[106]
- 隠密に偉大に（2017年、MBC）[107]
- SNL KOREAシーズン9（2017年、tvN）[108]
- 現場トークショー TAXI（2017年、tvN）[109]
- 魅力TV（2017年、OnStyle）[110]
- 90年生まれチェ・スヨン（2018年、dingo）[111]
- 知ってるお兄さん（2020年、JTBC）[112]
- STREET WOMAN FIGHTER（2021年、Mnet）[113]

### ラジオ
- ソンミン&スヨンの天方地軸ラジオ（2007年 - 2008年、衛星DMB）- DJ
- 2時のデート パク・キョンリムです（2014年、MBCFM4U）[114]
- パク・ソヒョンのラブゲーム（2014年、SBSパワーFM）- スペシャルDJ[115]
- チョン・ウンジの歌謡広場（KBSクールFM）[116]

### MC
- Hello Chat（2008年、Mnet）
- 幻想の相棒（2009年、MBC）
- 幻想の相棒 シーズン2（2009年、MBC）
- BSテレビ芸能（2012年 - 2014年、SBS）[117][118]
- SBS芸能大賞（2012年12月30日、SBS）[119]
- 第17回富川国際ファンタスティック映画祭（2013年）[120][121]
- 2013今年の女性映画人賞（2013年）[122]
- ミスコリア選抜大会（2014年）[123][124]
- MBC演技大賞（2014年）[125][126]
- 2015 KOREA DRAMA AWARDS（2015年）[127][128]
- SBS IN（2017年、SBS）[129]
- ソウルドラマアワード（2018年）[130][131]
- K-WORLD FESTA（2019年）[132][133]
- 第7回アジア・スター・アワード（2019年）[134][135]
- 第30回ソウル歌謡大賞（2021年）[136]
- MBC演技大賞（2022年）[137]
- R U Next？（2023年）[138]

### 広告
- DOUBLE・M（2013年）[139]
- DOUBLE・M（2014年）[140]
- LLang（2015年）[141]
- XT5（2018年）[142]
- VIEU（2018年）[143]
- FILA Underwear（2020年）[144]

## 広報大使
- 汎国民障がい認識改善キャンペーン（2017年）
- 第8回ソウルバリアフリー映画祭（2018年）[145]
- 詩人おばあちゃん（2019年）[146]
- 第20回カチボム映画祭（2019年）[147]

## 雑誌
- 「InStyle」2012年4月号[148]
- 「OhBoy！」2012年6月号[149]
- 「HIGH CUT」2012年6月号[150]
- 「＠star1」2012年7月号[151]
- 「Singles」2012年9月号[152]
- 「1st Look」2012年10月号[153]
- 「BAZAAR」2013年1月号[154]
- 「THE STAR」2013年創刊号[155]
- 「HIGH CUT」101号（2013年）[156]
- 「COSMOPOLITAN」2013年9月号[157]
- 「ELLE」2013年9月号[158]
- 「InStyle」2014年3月号[159]
- 「CeCi」2014年11月号[160]
- 「CeCi」2015年2月号[161]
- 「NYLON」2015年2月号[162]
- 「COSMOPOLITAN」2015年3月号[163]
- 「ELLE」2015年11月号[164]
- 「HIGH CUT」172号（2016年）[165]
- 「GRAZIA」6月第1号（2016年）[166]
- 「allure KOREA」2016年6月号[167]
- 「MAPS」2016年8月号[168]
- 「VOGUE KOREA」2016年9月号[169]
- 「marie claire」2016年10月号[170]
- 「GRAZIA」2016年11月号[171]
- 「COSMOPOLITAN」2016年12月号[172]
- 「InStyle」2017年3月号[173]
- 「COSMOPOLITAN」2017年6月号[174]
- 「VOGUE KOREA」2017年9月号[175]
- 「GRAZIA」2017年11月号[176]
- 「ELLE」2017年11月号[177]
- 「1st LOOK」2018年2月号[178]
- 「marie claire」2018年11月号[179]
- 「GQ KOREA」2019年2月号[180]
- 「marie claire」2019年5月号[181]
- 「Singles」2019年7月号[182]
- 「GRAZIA」2019年9月号[183]
- 「1st Look」2019年12月号[184]
- 「allure」2020年12月号[185]
- 「NUYOU」2021年3月号[186]

## 賞とノミネート

### 受賞
- 2013年「第6回スタイルアイコンアワーズ ベストK-スター賞」[187]
- 2013年「SBS芸能大賞 MC部門新人賞」（『SBSテレビ芸能』） [188]
- 2014年「MBC演技大賞 優秀演技賞」（『私の人生の春の日』）[189]
- 2015年「第8回コリアドラマアワード 優秀女優賞」
- 2019年「第15回 堤川国際音楽映画祭 今年の発見賞」（『デッドエンドの思い出』）[190]
- 2022年「MBC演技大賞 優秀演技賞」（『ファンレターを送ってください』）[191]

### ノミネート
- 2013年「第6回コリアドラマアワード 新人女優賞」（『恋愛操作団: シラノ』）
- 2014年「MBC演技大賞 ベストカップル賞 with カム・ウソン 」（『私の人生の春の日』）[192]
- 2017年「MBC演技大賞 最優秀女優賞」
- 2019年「第40回青龍映画賞 新人女優賞」[193]